# Regionaler Naturpark Millevaches en Limousin

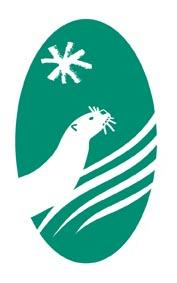
Loge des Naturparks

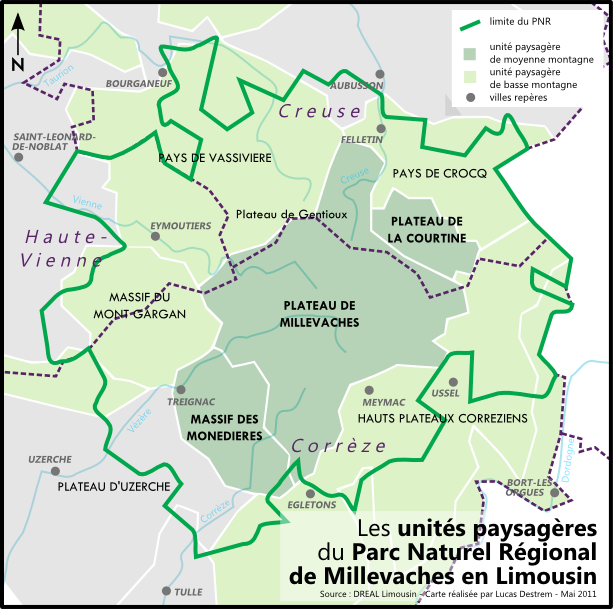
Übersichtskarte des Naturparks

Der Regionale Naturpark Millevaches en Limousin (französisch Parc naturel régional de Millevaches en Limousin) liegt in den französischen Départements Corrèze, Creuse und Haute-Vienne, in der Region Limousin.
Der 2004 gegründete Naturpark umfasst eine Fläche von 314.300 Hektar. 113 Gemeinden mit 39.000 Einwohnern bilden den Park, fünf weitere sind assoziiert. Die Parkverwaltung hat ihren Sitz in Gentioux-Pigerolles (45° 47′ N, 2° 0′ O).
Der Naturpark umfasst im Wesentlichen das Plateau de Millevaches, ein hügeliges Hochplateau in einer Höhenlage von 400 bis 1000 Metern. Die höchsten Erhebungen liegen im Südwesten des Gebietes, im sogenannten Massif des Monédières. Das Gebiet ist sehr naturnah geblieben und relativ dünn besiedelt. Es besteht aus dicht bewaldeten Zonen, Hochmooren, Heidelandschaften und Weideflächen. Aufgrund des geologischen Aufbaus aus Granitgestein besitzt es einen großen Wasserreichtum. Hier entspringen bedeutende Flüsse des französischen Zentralmassivs, wie zum Beispiel:
- Creuse,
- Taurion,

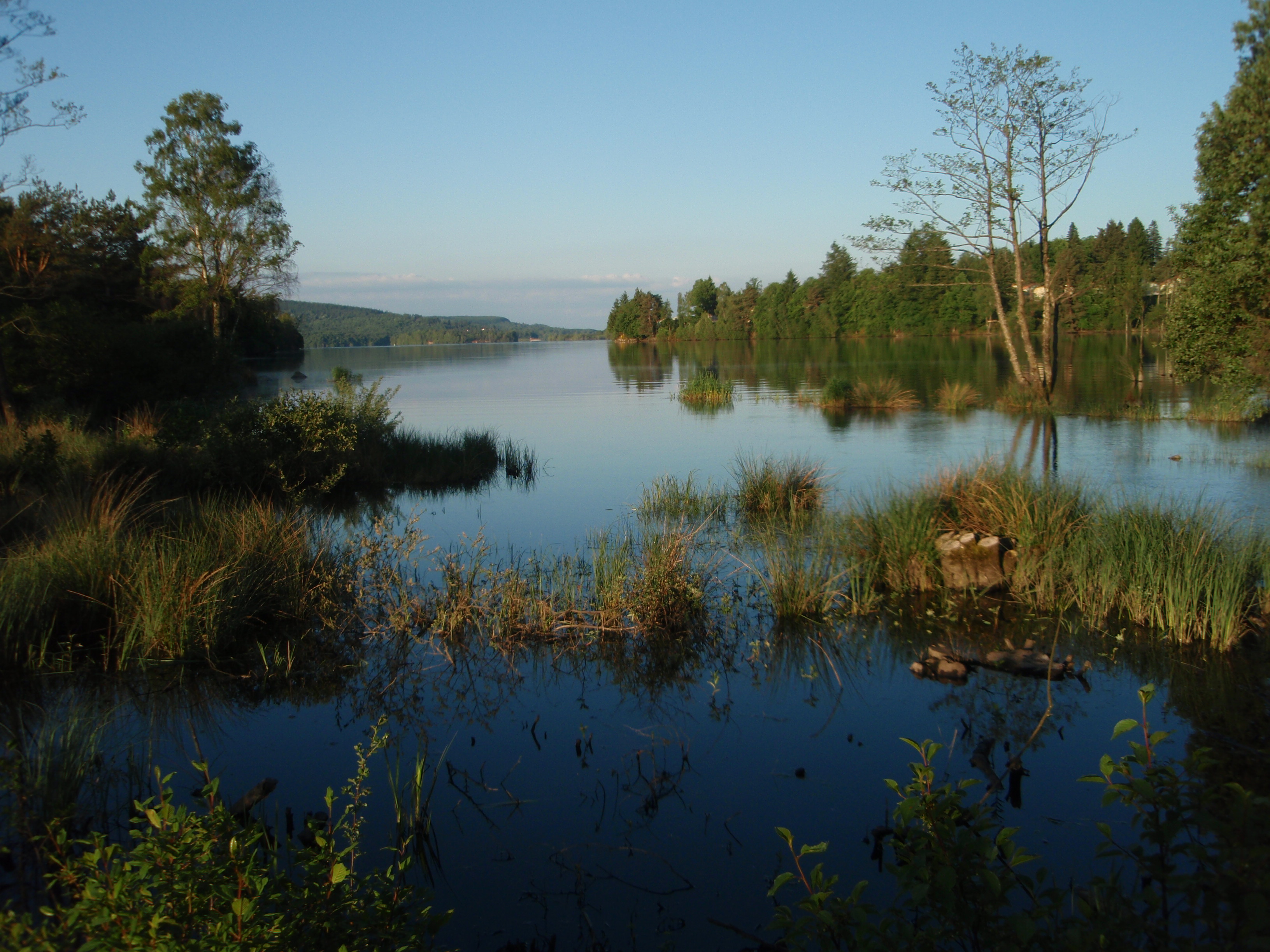
Lac de Vassivière

- Maulde mit ihrem Stausee Lac de Vassivière (rund 1000 Hektar Oberfläche),
- Vienne,
- Vézère,
- Corrèze,
- Diège.

Von diesem üppigen Wasservorkommen leiten auch interessante Tierpopulationen ab, die im Naturpark ihren Lebensraum finden: Forellen, Muscheln und der Fischotter, der auch im Logo des Parks dokumentiert ist. Auch eine große Anzahl von Zugvögeln finden hier alle Jahre wieder eine Etappenunterkunft.